# Calibre 50
Calibre 50 es una agrupación de música regional mexicana especializada en el estilo norteño-banda (también conocido como norteño con tuba). Fue creada en la ciudad de Mazatlán, Sinaloa, México, en 2010.

## Historia
Antes de fundar Calibre 50, Edén Muñoz había sido el acordeonista y vocalista principal de una agrupación llamada "Colmillo Norteño". Con Muñoz, dicho grupo grabó los éxitos como el corrido "Hotel El Cid" y la ranchera "Sueño Guajiro" en 2008 y 2009 respectivamente, entre otros. Sin embargo, desacuerdos con los otros integrantes del grupo motivaron a Muñoz a salir de Colmillo Norteño a principios de 2010, para fundar su propia agrupación más tarde ese año, reclutando a Armando Ramos como guitarrista, Augusto Guido como baterista y a Martín López como tubista. El nombre de este nuevo grupo era "Puro Colmillo Norteño", y bajo ese nombre grabaron su primer álbum, "Renovar o morir", así como su primer sencillo ("El infiernito"). Sin embargo, el Colmillo Norteño original los demandó por el nombre, y tras una disputa legal el grupo de Muñoz debió cambiar su nombre. Fue entonces cuando adoptaron el nombre por el que son conocidos actualmente: Calibre 50.
El nombre del grupo surge de la comparación "con un elemento que simbolizará la fuerza y el impacto que el proyecto tiene en la vida de los integrantes, así como en la de aquellos que gusten del género regional mexicano". Calibre 50 es la bala que ningún blindaje logra detener.
Al principio, Calibre 50 adquirió notoriedad por sus canciones controversiales, las cuales a menudo eran consideradas demasiado explícitas para tener difusión en la radio mexicana. El primer éxito del grupo a nivel nacional fue "El tierno se fue" en 2011, una ranchera escrito por Ricardo Anaya que contiene varios albures y que describe detalladamente un abuso sexual. El grupo se hizo famoso por este tipo de canciones, aunque en años posteriores empezaron a lanzar canciones más penosas  y "suaves" como sencillos. Han grabado diferentes estilos de canciones como rancheras, corridos, baladas, cumbias, charangas, boleros, y huapangos.
En enero de 2014, Augusto Guido, el baterista de Calibre 50, salió de la agrupación para trabajar con su propia agrupación, "Los de Sinaloa", y fue reemplazado por Erick García. Dos meses después, Martín López, el tubista de Calibre 50, salió de la agrupación para trabajar con su propia agrupación, "La Iniciativa", y fue reemplazado por Alejandro Gaxiola. 
El 26 de abril de 2018, Calibre 50, junto con el cantante colombiano J Balvin, recibieron un reconocimiento por parte de Pandora por ser los primeros artistas en superar mil millones de reproducciones en dicha plataforma.
A finales de enero de 2022, Edén Muñoz salió de Calibre 50 y comenzó su carrera como solista.
El 1 de marzo de 2022; Calibre 50 presentó a su nuevo vocalista, Tony Elizondo, en una conferencia de prensa.
El 8 de abril de 2022; Calibre 50 presentó en otra conferencia de prensa a su nuevo acordeonista y vocalista adicional, Ángel Saucedo.
El 1 de abril de 2023; Armando Ramos quién fuera el guitarrista y 2° voz de Calibre 50 desde el 2010 anunció de manera oficial su salida definitiva después de permanecer 13 años en dicha agrupación para empezar con su propia agrupación, "Al Tiro". El día siguiente, el 2 de abril de 2023; Ángel Saucedo, quien fuese acordeonista y 3° voz de Calibre 50, anunció a través de su cuenta de Instagram su salida definitiva de la agrupación después de sólo un año para comenzar su carrera en solitario.
Armando Ramos y Ángel Saucedo fueron reemplazados por Óscar Arredondo y José Mario "Marito" Gastélum, respectivamente a partir de abril de 2023.
El 6 de marzo de 2024; se dio a conocer que José Mario "Marito" Gastélum y Óscar Arredondo dejaron definitivamente la agrupación a casi un año de haber entrado para tomar sus carreras artísticas. 
El 11 de abril de 2024; se reveló que Beto Gastélum era el nuevo vocalista principal de Calibre 50. Como Edén Muñoz, Beto Gastélum antes era vocalista principal de Colmillo Norteño. Incluso, Martín López, el tubista original de Calibre 50 de 2010 a 2014, regresó a la agrupación, pero ahora como nuevo acordeonista. Por varios meses, Martín López y Beto Gastélum eran acordeonistas de Calibre 50 para conciertos en vivo hasta que Martín López se volvió a salir de la agrupación en octubre de 2024.

## Miembros

### Miembros actuales
- Erick García - Batería (2014-presente)
- Alejandro Gaxiola - Tuba (2014-presente)
- Tony Elizondo - Primera voz (2022-2024); guitarra de doce cuerdas (2023-presente) y segunda voz (2024-presente)
- Beto Gastélum - Primera voz y acordeón (2024-presente)

### Miembros anteriores
- Augusto Guido - Batería (2010-2014)
- Edén Muñoz - Primera voz y acordeón (2010-2022)
- Armando Ramos - Segunda voz y guitarra de doce cuerdas (2010-2023)
- Ángel Saucedo - Tercera voz y acordeón (2022-2023) [10]
- José Mario Gastélum "Marito" - Segunda voz y acordeón (2023-2024)
- Óscar Arredondo - Tercera voz y guitarra de doce cuerdas (2023-2024)
- Martín López - Tuba (2010-2014); acordeón (2022, 2024) y tercera voz (2024)

## Discografía
Álbumes de estudio
- 2010: Renovar o morir
- 2011: De Sinaloa para el mundo
- 2012: El buen ejemplo
- 2013: La recompensa
- 2013: Corridos de alto calibre
- 2014: Contigo
- 2015: Historias de la calle
- 2016: Desde el rancho
- 2017: Guerra de poder
- 2018: Mitad y mitad
- 2019: Simplemente gracias
- 2021: Vamos bien
- 2022: Corridos de alto calibre, vol. II
- 2023: Tiempo al tiempo
- 2024: Las culebras

Álbumes en vivo
- 2017: En vivo desde el Auditorio Telmex
- 2020: En vivo
- 2020: Desde el estudio Andaluz Music
- 2023: Cumbias en vivo y algo más

EPs
- 2014: Siempre contigo (Spotify Sessions)
- 2021: En vivo desde el Rancho San Vicente
- 2024: El sueño americano
- 2025: Por siempre amigos

## Premios y nominaciones
| Año  | Premio                   | Categoría                                          | Obra                      | Resultado | Ref.   |
| ---- | ------------------------ | -------------------------------------------------- | ------------------------- | --------- | ------ |
| 2012 | Premios Lo Nuestro       | Mejor Artista Revelación del Año/Regional Mexicano |                           | Ganador   | [ 11 ] |
| 2015 | Premios Juventud         | Mi Letra Favorita/Música                           |                           | Ganador   | [ 12 ] |
| 2015 | Premios Juventud         | Mejor Tema Novelero/Novelas                        | Aunque ahora estés con él | Nominada  | [ 13 ] |
| 2017 | Premios Lo Nuestro       | Grupo o Dúo del Año/Regional Mexicano              |                           | Ganador   | [ 14 ] |
| 2017 | iHeartRadio Music Awards | Mejor Artista de Música Regional Mexicana          |                           | Ganador   | [ 15 ] |